# Pilgrim (Eric Clapton)
Pilgrim è il tredicesimo album in studio di Eric Clapton, pubblicato nel 1998. L'album è stato registrato agli Olympic Studio di Londra. Il disegnatore dei personaggi di Neon Genesis Evangelion, Yoshiyuki Sadamoto, ha disegnato la copertina dell'album.
Il disco venne nominato nel 1999 per il Grammy Award come miglior disco pop e la canzone di apertura "My father's eyes" vinse nella categoria "Best male pop vocal performance".

## Tracce
1. "My Father's Eyes" (Eric Clapton) – 5:24
2. "River of Tears" (Clapton, Simon Climie) – 7:22
3. "Pilgrim" (Clapton, Simon Climie)  – 5:50
4. "Broken Hearted" (Clapton, Greg Phillinganes) – 7:52
5. "One Chance" (Clapton, Simon Climie)  – 5:55
6. "Circus" (Clapton) – 4:11
7. "Going Down Slow" (St. Louis Jimmy) – 5:19
8. "Fall Like Rain" (Clapton) – 3:50
9. "Born in Time" (Bob Dylan) – 4:41
10. "Sick & Tired" (Clapton, Simon Climie)  – 5:43
11. "Needs His Woman" (Clapton) – 3:45
12. "She's Gone" (Clapton, Simon Climie)  – 4:45
13. "You Were There" (Clapton) – 5:31
14. "Inside of Me" (Clapton, Simon Climie)  – 5:25